# Coupe du Maroc de football 1995-1996
 (avril 2024).
Si vous disposez d'ouvrages ou d'articles de référence ou si vous connaissez des sites web de qualité traitant du thème abordé ici, merci de compléter l'article en donnant les références utiles à sa vérifiabilité et en les liant à la section « Notes et références ».
Navigation
Édition précédente Édition suivante
La saison 1995-1996 de la Coupe du Trône est la quarantième édition de la compétition. 
Le Raja Club Athletic remporte la coupe au détriment des FAR de Rabat sur le score de 1-0 au cours d'une finale jouée dans le Stade Hassan II à Fès. Le Raja Club Athletic remporte ainsi cette compétition pour la quatrième fois de son histoire.

## Déroulement

### Huitièmes de finale
| Équipe 1            | Équipe 2                      | Résultat |
| Raja Club Athletic  | Fath Union Sport de Rabat     | 1 - 0    |
| Wydad Athletic Club | ASO Formation Professionnelle | 5 - 1    |
| ???                 | ???                           | ? - ?    |
| ???                 | ???                           | ? - ?    |
| ???                 | ???                           | ? - ?    |
| ???                 | ???                           | ? - ?    |
| ???                 | ???                           | ? - ?    |
| ???                 | ???                           | ? - ?    |

### Quarts de finale
| Équipe 1           | Équipe 2            | Résultat |
| Raja Club Athletic | Wydad Athletic Club | 5 - 1    |
| ???                | ???                 | ? - ?    |
| ???                | ???                 | ? - ?    |
| ???                | ???                 | ? - ?    |

### Demi-finales
| Équipe 1           | Équipe 2         | Résultat |
| Raja Club Athletic | Rachad Bernoussi | 3 - 0    |
| ???                | ???              | ? - ?    |

### Finale
La finale oppose les vainqueurs des demi-finales, le Raja Club Athletic face aux FAR de Rabat, le 7 avril 1996 au stade Hassan II à Fès.
| Coupe du Trône : Finale 1996 | Raja Club Athletic | 1 - 0 | FAR de Rabat | Stade Hassan II, Fès                          |                                               |
| 7 avril 1996                 | Jrindou 119e       |       |              | Spectateurs : 20 000 Arbitrage : Said Belqola | Spectateurs : 20 000 Arbitrage : Said Belqola |
| 7 avril 1996                 |                    |       |              | Spectateurs : 20 000 Arbitrage : Said Belqola | Spectateurs : 20 000 Arbitrage : Said Belqola |